# ۲٬۴-دی‌استیل‌فلوروگلسینول
۲،۴-دی‌استیل‌فلوروگلسینول (به انگلیسی: 2,4-Diacetylphloroglucinol) با فرمول شیمیایی C۱۰H۱۰O۵ یک ترکیب شیمیایی با شناسه پاب‌کم ۱۶۵۴۷ است. که جرم مولی آن 210.18 g/mol می‌باشد. 